# Irfan Hysenbelliu
Irfan Hasan Hysenbelliu (Çorovodë, 8 aprile 1959) è un imprenditore albanese.

## Biografia
È nato a Çorovodë l'8 aprile 1959. Aveva almeno un fratello minore, Kasem, proprietario dell'emittente televisiva Fax News e morto nel 2020 in seguito alle complicazioni di COVID-19.
Nel 1994 ha iniziato la sua attività imprenditoriale come commerciante, espandendosi poi verso il settore edile nella capitale albanese. A partire dal 1997 ha preso parte alla privatizzazione di alcune aziende statali tra cui il birrificio Birra Tirana, venduto per acquistare il birrificio Birra Korça nel 2004. Successivamente ha fatto il suo ingresso nel settore dei media, fondando nel 2002 il gruppo Panorama, proprietario delle riviste Gazeta Panorama, Panorama Sport e Psikologja. Nel 2011 ha poi acquistato l'emittente televisiva News24, il quotidiano Gazeta Shqiptare, il sito web balkanweb.com e l'emittente radiofonica Rash insieme al banchiere Arten Santo, divenendone poi l'unico proprietario in seguito all'omicidio di Santo nel 2014.
Nel 2022 un resort di sua proprietà a Durazzo è stato demolito poiché considerato abusivo. La famiglia Hysenbelliu ha accusato il Primo ministro Edi Rama di aver personalmente orchestrato la demolizione come ritorsione per la linea editoriale dei media controllati dagli Hysenbelliu, critica verso il governo di Rama.

## Vita privata
Ha due figli, Fabjola e Fatmir, entrambi attivamente coinvolti nelle sue aziende.